# Azilia affinis
Azilia affinis là một loài nhện trong họ Tetragnathidae.
Loài này thuộc chi Azilia. Azilia affinis được Octavius Pickard-Cambridge miêu tả năm 1893.